# Liste des nations et confédérations amérindiennes
Liste des nations, peuples et confédérations du continent américain. Il y a 191 nations et confédérations dans cette liste.
- Haut – A
- B
- C
- D
- E
- F
- G
- H
- I
- J
- K
- L
- M
- N
- O
- P
- Q
- R
- S
- T
- U
- V
- W
- X
- Y
- Z

## A
- A'ane
- Abénaqui
- Abnaki Penobscot
- Absaalooke
- Achumawi
- Acjachemen
- Acoma
- Agua Caliente
- Ahahnelin
- Ahe
- Ahtnas
- Akainawa
- Akimel O'odham
- Akwa'ala
- Alabama- Coushatta
- Algonquins
- Aliklik
- Alkansea
- Alnobak
- Alsea
- Amalecite
- Anichinabés
- Aniyunwiya
- Antoniano
- Apache
- Apalache
- Applegate
- Apsaalooke
- Apwaruge
- Arapahos
- Arikara
- Arkansas
- Asakiwaki
- Assiniboine
- Atakapas
- Atfalati
- Atikamekw
- Atsina
- Atsugewi
- Araucano
- Atzinca
- Ayisiyiniwok
- Aztèques

- Haut – A
- B
- C
- D
- E
- F
- G
- H
- I
- J
- K
- L
- M
- N
- O
- P
- Q
- R
- S
- T
- U
- V
- W
- X
- Y
- Z

## B
- Babine
- Bahwika
- Bannocks
- Barbareno
- Bear River
- Beaver
- Bella Bella
- Bella Coola
- Béothuks
- Bettol
- Biloxi
- Black Carib
- Blackfeet
- Blood
- Bode'wadmi
- Bora

- Haut – A
- B
- C
- D
- E
- F
- G
- H
- I
- J
- K
- L
- M
- N
- O
- P
- Q
- R
- S
- T
- U
- V
- W
- X
- Y
- Z

## C
- Cabanapo
- Caddo
- Cahita
- Cahto
- Cahuilla
- Calapooya
- Calusa
- Caraïbes
- Carolina Algonquian
- Carquin
- Carrier
- Caska
- Catobas
- Cathlamet
- Catlotlq
- Cayugas
- Cayuses
- Celilo
- Central Pomo
- Chagras
- Chahta
- Chalaque
- Chappaquiddick
- Chawchila
- Chehalis
- Chelan
- Chemehuevi
- Cheraw
- Cheroenhaka
- Cherokees
- Chibchas
- Cheyenne
- Chickamauga
- Chicachas
- Chilcotins
- Chilula Wilkut
- Chimariko
- Chinook
- Tchipewyans
- Chippewa
- Chitimachas
- Chocheno
- Chactas
- Cholón
- Chontal de Oaxaca
- Chontal de Tabasco
- Choynimni
- Chukchansi
- Chumash
- Clackamas
- Clallam
- Clatskanie
- Clatsop
- Cmique
- Coastal Cree
- Cochimi
- Cochiti
- Cocopa
- Coeur d'Alene
- Cofan
- Columbia tribu
- Colville
- Comanche
- Comcaac
- Comox
- Conestoga
- Coos
- Copper River Athabaskan
- Coquille
- Corapan
- Coso
- Ohlones
- Coushatta
- Cowichan
- Cowlitz
- Cris
- Creeks
- Croatan
- Crows
- Cruzeno
- Kuna
- Cucupa
- Cupeños

- Haut – A
- B
- C
- D
- E
- F
- G
- H
- I
- J
- K
- L
- M
- N
- O
- P
- Q
- R
- S
- T
- U
- V
- W
- X
- Y
- Z

## D
- Dakotas
- Delaouère

## G
- Guajiros

## H
- Hurons-Wendats
- Hopis
- Haïdas
- Houmas

## I
- Incas
- Iroquois
- Inuits
- Innus

## K
- Kogis
- Kali'na
- Kayapos
- Kiowas
- Kwakwaka'wakw (Kuakiult)
- Kickapou

## L
- Lakota

## M
- Maleku
- Maya
- Micmac (Mik'maq)
- Montiquan
- Mohican

## N
- Naragansetts
- Navajos
- Nez-Percés

## O
- Ottawa
- Osages

## P
- Patagons
- Palikur
- Pieds-noirs
- Powhatans
- Pawnees
- Pojoaque
- Pueblos
- Patuxets
- Paoné

## S
- Shimshian
- Sioux
- Séminoles
- Shoshones
- Sénéca

## T
- Tayronas

- Têtes-Plates

## U
- Utes

## V
* Vri-Tao

## W
- Walapaie
- Washoes
- Winnebagos
- Wayuu

## Y
- Yanas
  - Yahis

## Z
- Zappellas
- Zapotèques
- Zia
- Zimshian
- Zoque
- Zuñis

- Haut – A
- B
- C
- D
- E
- F
- G
- H
- I
- J
- K
- L
- M
- N
- O
- P
- Q
- R
- S
- T
- U
- V
- W
- X
- Y
- Z